# 迈克尔·爱德华兹 (1980年)
迈克尔·爱德华兹（英語：Mike Edwards，1980年4月25日—），前英国足球运动员，现任利物浦足球俱乐部体育总监，曾经帮助利物浦签下萨拉赫，范戴克，阿利森等多名重要球员，协调球队收支，为利物浦的复兴立下赫赫战功。

## 生平
1980年，爱德华兹生于英格兰南安普顿。
1995年，爱德华兹和英格兰第三级别联赛球队彼得堡联签约，司职右后卫。
1997年3月，爱德华兹被彼得堡联解约，进入谢菲尔德大学学习，并拿到商业管理和信息学学位。
2003年，他回归足球圈，作为Prozone （页面存档备份，存于）公司的分析师被派往伯恩茅斯俱乐部工作。
2011年，爱德华兹在同行的劝说下转投利物浦，担当分析师。
2016年，爱德华兹成为利物浦的足球总监，帮助克洛普签下了众多重要的球员，包括萨拉赫，范戴克，马内，菲尔米诺等。

## 评价
时任Prozone的商业发展经理巴里-麦克尼尔：“在朴茨茅斯时，迈克尔（爱德华兹）扮演了一个全能的角色：赛前分析，技术性球探，还是球员们的知己，因为球员们有时会比老一辈的主帅更热爱学习。”
伯恩茅斯球员修斯：“他过去自己也踢球，所以他很明白球员间的那种兄弟情谊，也很习惯与我们开球员们之间的那种玩笑。很多担任这种工作的人都没有职业足球背景，有时候他们会很难融入足球俱乐部的氛围。但迈克尔不一样，因为他很有自己的观点，他也会让你听明白他的想法。他幽默感超棒，他也从来不怕对我，甚至对更大牌的队友，从数据分析的角度直言我们周末的表现像垃圾一样糟糕。他是我球员时代接触的第一位负责这种工作的人。”
利物浦职员：“迈克尔对比赛有与众不同的出色理解。他与戴夫·法罗斯（转会主管）和巴里·亨特（首席球探）一样，坚信最好的数据是你亲眼看见的比赛。迈克尔很喜欢四处走走与人交谈，了解潜在签约对象的性格特点，观看训练课。”
斯托克波特郡足球总监的威尔逊：“他有很多优点，但我觉得他最强大的地方就是他的判断能力和决策能力。他不是在闹着玩，他很有创业精神，性格大胆，对完成那些真正重要的事情充满信心。我认为，他在利物浦所取得的成就是所有足球俱乐部的梦想。像这样，以一个可持续的方式，让一家俱乐部复兴——让年轻球员得到发展，控制较低的净支出——每年都在进步，就仿佛每一个方框里都被打上了勾。利物浦是目前世界上最好的球队，他们是最受尊敬的球队，而迈克尔在其中发挥了重要的作用。”

## 成就
迈克尔·爱德华兹抓住了足球数据和信息分析的浪潮，在利物浦的引援和财政上大获成功，帮助球队策划签下了诸如萨拉赫、马内、菲尔米诺、罗伯逊、维纳尔杜姆、法比尼奥、阿利松和范戴克这些球员，是当今英国足坛最有影响力的人物之一。